# Miasta Somalilandu
Według danych szacunkowych pochodzących z 2013 roku Somaliland posiadał 2 miasta liczące ponad 100 tys. mieszkańców, 2 miasta z ludnością 50-100 tys., 2 miasta z ludnością 25-50 tys., 3 miasta z ludnością 10-25 tys. i resztę miast z ludnością poniżej 10 tys.

## Największe miasta w Somalilandzie
Największe miasta w Somalilandzie według liczebności mieszkańców (stan na rok 2013):
| L.p. | Miasto       | Region          | Liczba ludności |
| ---- | ------------ | --------------- | --------------- |
| 1.   | Hargejsa     | Wooqoyi Galbeed | 492 855         |
| 2.   | Burco        | Togdheer        | 159 205         |
| 3.   | Berbera      | Woqooyi Galbeed | 80 386          |
| 4.   | Boorama      | Awdal           | 68 071          |
| 5.   | Laas Caanood | Sool            | 43 722          |
| 6.   | Ceerigaabo   | Sanaag          | 27 727          |
| 7.   | Gabiley      | Woqooyi Galbeed | 17 998          |

## Alfabetyczna lista miast w Somalilandzie
- Agabar(inne języki)
- Allaybaday(inne języki)
- Arabsiyo
- Baki
- Bali Gubadle(inne języki)
- Bederwanag
- Berbera
- Boon
- Boorama
- Bukh
- Bulhar(inne języki)
- Burco
- Buuhoodle
- Cadaadley
- Caynabo
- Ceel Afweyn
- Ceelal
- Ceel Shiikh
- Ceerigaabo
- Codweyne
- Daarbuduq
- Dararweyne(inne języki)
- Dhubato
- Dilla(inne języki)
- Doon
- Duruqsi(inne języki)
- Faraweyne(inne języki)
- Gabiley
- Garadag(inne języki)
- Garba Dardar
- Go'Da Weyne
- Guud Caanood
- Haahi
- Hagal
- Haji Salax
- Hargejsa
- Harirad(inne języki)
- Haro Shiikh
- Laas Caanood
- Laas Idle
- Labisgaale
- Lughaya
- Magalo Ad
- Mandhere
- Maydh(inne języki)
- Midhisho(inne języki)
- Qorulugad
- Qoryale(inne języki)
- Raydab Khatumo
- Sabawanaag
- Salaxley(inne języki)
- Saylac
- Sheekh
- Sheikh Hasan Geele
- Silil
- Taleex
- Toon
- Wajaale(inne języki)
- War Idaad(inne języki)
- War Imran
- Xees
- Xudun
- Yagoori(inne języki)
- Yufleh